# コケカキイキイ
『コケカキイキイ』は、水木しげるによる日本の漫画作品、および同作に登場する架空の生物の名称。また、水木の作品ではないが、同名の紙芝居作品も存在する。

## 概要
『コケカキイキイ』は『週刊漫画サンデー』（実業之日本社）1970年8月1日号から9月5日号まで連載。その後、『コケカキイキイ外伝』が同年10月10日号から1971年2月27日号まで連載された。
高度経済成長を経て生じた社会問題などを題材に、新生物「コケカキイキイ」の活躍を描いた風刺的要素の強い作品。外伝では「ウーマンリブ」、「ヘドロ公害」、「三島事件」などの時事問題や、「性風俗産業」など性に関する題材が取り上げられている。
単行本は1970年11月に実業之日本社のホリデーコミックスから刊行されるが外伝は収録されず、『週刊プレイボーイ』で同時期に連載されていた『コロポックルの枕』が併録される。その後も外伝は長らく書籍化されなかったが、1986年に講談社のKCスペシャル『コケカキイキイ 水木しげる幻想怪奇3』にて初めて全話収録され、その後は中公文庫やコンビニコミックなどで書籍化されている。
2005年、境港市の水木しげるロードに「コケカキイキイ」のブロンズ像が設置された。

## あらすじ
死期の迫った老婆、捨てられた赤子、公害で弱った老猫、その猫に取り付くシラミ。これら四生物が同時に死を迎えるとき「コケカキイキイ」は誕生し、庶民を救済するため東京へ向かい始める。

## 主な登場キャラクター
コケカキイキイ
四生物の死にたくない、生きたいという願望が次元の異なる生物として目覚めた。庶民の不満を嗅ぎ取り食べることで満足を残す。コケカ神として崇められるようになり、様々な超能力を使い怪事件の解決にも活躍する。
太吉
コケカキイキイを初めて神と認識した少年。外伝ではコケカキイキイに相談に来る人々を仲介する役割を務める。
魔羅博士
人工子宮を開発したセックス博士。後述の黒神を育てるが、持て余すようになり逃げられてしまう。黒神の事件後は科学者の立場からコケカキイキイが関わる事件に携わるようになる。
ねずみ男
人間を騙し金儲けを企む中で幾つかの事件に関わりコケカキイキイと敵対する。『ゲゲゲの鬼太郎』など多くの水木作品に登場するキャラクターだが、他作品との明確な繋がりは無い。
黒神
独身男性の欲求不満が人工子宮に宿り誕生した怪物。夜な夜な女性を襲い、一夜に100人の処女を奪う。容姿は妖怪「黒髪切り」に似ており全身が黒い。
魔女
「ウーマンリブ」と称する十人の魔女軍団。女性の解放を訴え「女の国」を作りコケカキイキイを一度は返り討ちにするが、生理用品に化けたコケカキイキイの力に降伏する。
死神
三島事件の黒幕として登場。『河童の三平』や『サラリーマン死神』に登場する死神と同様に、魂を「あの世」に連れて行く仕事をしている。コケカキイキイとは以前からの知り合い。
吸性鬼
セックスヒットラー率いる一味で人々を襲い、老若男女の性器をもぎとる。被害者はやがて吸性鬼と化す。

## 紙芝居
水木しげるの漫画作品『コケカキイキイ』とは全く内容が異なり水木が描いたものでもないが、かつて同名の紙芝居作品が流通していた。水木の『鬼太郎シリーズ』の原点である伊藤正美の紙芝居『墓場奇太郎（ハカバキタロー）』が1933年から1935年頃に人気を博すが、後に関西地方でも同様の怪童が活躍する紙芝居『コケカキイキイ』が作られた。この作品は『墓場奇太郎』からヒントを得て作られ、関西では知名度が高かったと言われる。現物がほとんど確認できない幻の紙芝居だったが、2008年に京都国際マンガミュージアムで開催された「紙芝居百年展」に出展された。

## 書籍情報
- 『畏悦録　水木しげるの世界』（角川文庫、2007年7月、ISBN 978-4-04-192925-4）※外伝は未収録
- 『コケカキイキイ 妖怪傑作選 4』（中公文庫、2008年2月、ISBN 978-4-12-204983-3）
- 『水木しげる妖怪傑作選2 不思議な手帖』（中央公論新社〈Chuko コミック Lite Special〉、2008年8月、ISBN 978-4-12-410632-9）
- 『コケカキイキイ 他』（講談社〈水木しげる漫画大全集〉、2013年11月、ISBN 978-4-06-377523-5）